# Chery QQ
Chery QQ (efter udvidelsen af modelprogrammet i 2006 Chery QQ3) er en mikrobil fra den kinesiske bilfabrikant Chery introduceret i 2003.

## Licensproduktion og markedsføring
QQ3 bygges på licens i Rusland, Indonesien og Iran. Modellen markedsføres også i Sydafrika og flere asiatiske lande, herunder Filippinerne, Singapore, Thaliland og Vietnam. På disse markeder er den en af de billigste biler.

## Plagiat
Den amerikanske bilfabrikant General Motors anså Chery QQ for at være et plagiat af Daewoo Matiz, som på samme tid blev bygget af Chery på licens. Teknisk set er bilerne meget identiske, så f.eks. dørene og motorhjelmen uden problemer kan monteres på begge biler.